# Sironj
Sironj là một thành phố và khu đô thị của quận Vidisha thuộc bang Madhya Pradesh, Ấn Độ.

## Địa lý
Sironj có vị trí 24°06′B 77°42′Đ / 24,1°B 77,7°Đ Nó có độ cao trung bình là 464 mét (1522 feet).

## Nhân khẩu
Theo điều tra dân số năm 2001 của Ấn Độ, Sironj có dân số 42.100 người. Phái nam chiếm 53% tổng số dân và phái nữ chiếm 47%. Sironj có tỷ lệ 55% biết đọc biết viết, thấp hơn tỷ lệ trung bình toàn quốc là 59,5%: tỷ lệ cho phái nam là 62%, và tỷ lệ cho phái nữ là 47%. Tại Sironj, 17% dân số nhỏ hơn 6 tuổi.